# 五指那藤
五指那藤（学名：Stauntonia obovatifoliola subsp. intermedia）是木通科野木瓜属石月的亚种，为中国的特有植物。分布在中国大陆的广西、广东、湖南等地，生长于海拔500米至850米的地区，多生于山谷溪旁疏林及密林中，目前尚未由人工引种栽培。

## 别名
山木通（广西龙胜） 七叶木通